# Zwitsers voetbalelftal onder 21 (mannen)
Jong Zwitserland is het Zwitserse voetbalelftal voor spelers jonger dan 21. De leeftijdsgrens geldt steeds bij het begin van een Europees kampioenschap. Het beste resultaat behaalde het land in 2011 toen het de finale haalde, en daarin verloor van Jong Spanje. Door dat resultaat plaatste het land zich voor de Olympische Spelen van Londen.

## Prestaties op eindronden

### EK onder 21
| Jaar   | Resultaat           | GS                  | W                   | G                   | V                   | DV                  | DT                  |
| ------ | ------------------- | ------------------- | ------------------- | ------------------- | ------------------- | ------------------- | ------------------- |
| 1978   | Niet gekwalificeerd | Niet gekwalificeerd | Niet gekwalificeerd | Niet gekwalificeerd | Niet gekwalificeerd | Niet gekwalificeerd | Niet gekwalificeerd |
| 1980   | Niet gekwalificeerd | Niet gekwalificeerd | Niet gekwalificeerd | Niet gekwalificeerd | Niet gekwalificeerd | Niet gekwalificeerd | Niet gekwalificeerd |
| 1982   | Niet gekwalificeerd | Niet gekwalificeerd | Niet gekwalificeerd | Niet gekwalificeerd | Niet gekwalificeerd | Niet gekwalificeerd | Niet gekwalificeerd |
| 1984   | Niet gekwalificeerd | Niet gekwalificeerd | Niet gekwalificeerd | Niet gekwalificeerd | Niet gekwalificeerd | Niet gekwalificeerd | Niet gekwalificeerd |
| 1986   | Niet gekwalificeerd | Niet gekwalificeerd | Niet gekwalificeerd | Niet gekwalificeerd | Niet gekwalificeerd | Niet gekwalificeerd | Niet gekwalificeerd |
| 1988   | Niet gekwalificeerd | Niet gekwalificeerd | Niet gekwalificeerd | Niet gekwalificeerd | Niet gekwalificeerd | Niet gekwalificeerd | Niet gekwalificeerd |
| 1990   | Niet gekwalificeerd | Niet gekwalificeerd | Niet gekwalificeerd | Niet gekwalificeerd | Niet gekwalificeerd | Niet gekwalificeerd | Niet gekwalificeerd |
| 1992   | Niet gekwalificeerd | Niet gekwalificeerd | Niet gekwalificeerd | Niet gekwalificeerd | Niet gekwalificeerd | Niet gekwalificeerd | Niet gekwalificeerd |
| 1994   | Niet gekwalificeerd | Niet gekwalificeerd | Niet gekwalificeerd | Niet gekwalificeerd | Niet gekwalificeerd | Niet gekwalificeerd | Niet gekwalificeerd |
| 1996   | Niet gekwalificeerd | Niet gekwalificeerd | Niet gekwalificeerd | Niet gekwalificeerd | Niet gekwalificeerd | Niet gekwalificeerd | Niet gekwalificeerd |
| 1998   | Niet gekwalificeerd | Niet gekwalificeerd | Niet gekwalificeerd | Niet gekwalificeerd | Niet gekwalificeerd | Niet gekwalificeerd | Niet gekwalificeerd |
| 2000   | Niet gekwalificeerd | Niet gekwalificeerd | Niet gekwalificeerd | Niet gekwalificeerd | Niet gekwalificeerd | Niet gekwalificeerd | Niet gekwalificeerd |
| 2002   | Halve finale        | 4                   | 1                   | 1                   | 2                   | 3                   | 4                   |
| 2004   | Eerste ronde        | 3                   | 0                   | 1                   | 2                   | 4                   | 7                   |
| 2006   | Niet gekwalificeerd | Niet gekwalificeerd | Niet gekwalificeerd | Niet gekwalificeerd | Niet gekwalificeerd | Niet gekwalificeerd | Niet gekwalificeerd |
| 2007   | Niet gekwalificeerd | Niet gekwalificeerd | Niet gekwalificeerd | Niet gekwalificeerd | Niet gekwalificeerd | Niet gekwalificeerd | Niet gekwalificeerd |
| 2009   | Niet gekwalificeerd | Niet gekwalificeerd | Niet gekwalificeerd | Niet gekwalificeerd | Niet gekwalificeerd | Niet gekwalificeerd | Niet gekwalificeerd |
| 2011   | Tweede plaats       | 5                   | 4                   | 0                   | 1                   | 7                   | 2                   |
| 2013   | Niet gekwalificeerd | Niet gekwalificeerd | Niet gekwalificeerd | Niet gekwalificeerd | Niet gekwalificeerd | Niet gekwalificeerd | Niet gekwalificeerd |
| 2015   | Niet gekwalificeerd | Niet gekwalificeerd | Niet gekwalificeerd | Niet gekwalificeerd | Niet gekwalificeerd | Niet gekwalificeerd | Niet gekwalificeerd |
| 2017   | Niet gekwalificeerd | Niet gekwalificeerd | Niet gekwalificeerd | Niet gekwalificeerd | Niet gekwalificeerd | Niet gekwalificeerd | Niet gekwalificeerd |
| 2019   | Niet gekwalificeerd | Niet gekwalificeerd | Niet gekwalificeerd | Niet gekwalificeerd | Niet gekwalificeerd | Niet gekwalificeerd | Niet gekwalificeerd |
| 2021   | Eerste ronde        | 3                   | 1                   | 0                   | 2                   | 3                   | 6                   |
| 2023   | Kwartfinale         | 4                   | 1                   | 0                   | 3                   | 6                   | 10                  |
| 2025   | Niet gekwalificeerd | Niet gekwalificeerd | Niet gekwalificeerd | Niet gekwalificeerd | Niet gekwalificeerd | Niet gekwalificeerd | Niet gekwalificeerd |
| Totaal | 5/24                | 19                  | 7                   | 2                   | 10                  | 23                  | 29                  |

## Selecties

### Europees kampioenschap
| Selectie van Zwitserland U21 bij het Europees kampioenschap 2002 | Selectie van Zwitserland U21 bij het Europees kampioenschap 2002 | Selectie van Zwitserland U21 bij het Europees kampioenschap 2002 | Selectie van Zwitserland U21 bij het Europees kampioenschap 2002 | Selectie van Zwitserland U21 bij het Europees kampioenschap 2002 | Selectie van Zwitserland U21 bij het Europees kampioenschap 2002 | Selectie van Zwitserland U21 bij het Europees kampioenschap 2002 | Selectie van Zwitserland U21 bij het Europees kampioenschap 2002 | Selectie van Zwitserland U21 bij het Europees kampioenschap 2002 |
| №                                                                | Naam                                                             | Wed.                                                             | Dlpnt.                                                           | Club                                                             |                                                                  |                                                                  |                                                                  |                                                                  |
| ---------------------------------------------------------------- | ---------------------------------------------------------------- | ---------------------------------------------------------------- | ---------------------------------------------------------------- | ---------------------------------------------------------------- | ---------------------------------------------------------------- | ---------------------------------------------------------------- | ---------------------------------------------------------------- | ---------------------------------------------------------------- |
| Doel                                                             |                                                                  |                                                                  |                                                                  |                                                                  |                                                                  |                                                                  |                                                                  |                                                                  |
| 1                                                                | Nicolas Beney                                                    |                                                                  |                                                                  | FC Sion                                                          |                                                                  |                                                                  |                                                                  |                                                                  |
| 12                                                               | Thierry Bally                                                    |                                                                  |                                                                  | FC Luzern                                                        |                                                                  |                                                                  |                                                                  |                                                                  |
| 22                                                               | Reto Bolli                                                       |                                                                  |                                                                  | FC Locarno                                                       |                                                                  |                                                                  |                                                                  |                                                                  |
| Verdediging                                                      |                                                                  |                                                                  |                                                                  |                                                                  |                                                                  |                                                                  |                                                                  |                                                                  |
| 2                                                                | Remo Meyer                                                       |                                                                  |                                                                  | FC Lausanne-Sport                                                |                                                                  |                                                                  |                                                                  |                                                                  |
| 3                                                                | Ludovic Magnin                                                   |                                                                  |                                                                  | Werder Bremen                                                    |                                                                  |                                                                  |                                                                  |                                                                  |
| 4                                                                | Stéphane Grichting                                               |                                                                  |                                                                  | FC Sion                                                          |                                                                  |                                                                  |                                                                  |                                                                  |
| 5                                                                | Stephan Keller                                                   |                                                                  |                                                                  | FC Zürich                                                        |                                                                  |                                                                  |                                                                  |                                                                  |
| 8                                                                | Reto Zanni                                                       |                                                                  |                                                                  | FC St. Gallen                                                    |                                                                  |                                                                  |                                                                  |                                                                  |
| 13                                                               | Mario Eggimann                                                   |                                                                  |                                                                  | FC Aarau                                                         |                                                                  |                                                                  |                                                                  |                                                                  |
| 14                                                               | Luca Denicolá                                                    |                                                                  |                                                                  | Grasshopper Club                                                 |                                                                  |                                                                  |                                                                  |                                                                  |
| 15                                                               | Alain Rochat                                                     |                                                                  |                                                                  | BSC Young Boys                                                   |                                                                  |                                                                  |                                                                  |                                                                  |
| Middenveld                                                       |                                                                  |                                                                  |                                                                  |                                                                  |                                                                  |                                                                  |                                                                  |                                                                  |
| 6                                                                | Roman Friedli                                                    |                                                                  |                                                                  | FC Aarau                                                         |                                                                  |                                                                  |                                                                  |                                                                  |
| 7                                                                | Elvir Melunovic                                                  |                                                                  |                                                                  | FC Aarau                                                         |                                                                  |                                                                  |                                                                  |                                                                  |
| 9                                                                | Daniel Gygax                                                     |                                                                  |                                                                  | FC Zürich                                                        |                                                                  |                                                                  |                                                                  |                                                                  |
| 10                                                               | Ricardo Cabanas                                                  |                                                                  |                                                                  | Grasshopper Club                                                 |                                                                  |                                                                  |                                                                  |                                                                  |
| 16                                                               | Pascal Oppliger                                                  |                                                                  |                                                                  | Neuchâtel Xamax                                                  |                                                                  |                                                                  |                                                                  |                                                                  |
| 17                                                               | Ivan Previtali                                                   |                                                                  |                                                                  | FC Aarau                                                         |                                                                  |                                                                  |                                                                  |                                                                  |
| 18                                                               | Mario Raimondi                                                   |                                                                  |                                                                  | FC Thun                                                          |                                                                  |                                                                  |                                                                  |                                                                  |
| Aanval                                                           |                                                                  |                                                                  |                                                                  |                                                                  |                                                                  |                                                                  |                                                                  |                                                                  |
| 11                                                               | Alexander Frei                                                   |                                                                  |                                                                  | Servette FC                                                      |                                                                  |                                                                  |                                                                  |                                                                  |
| 19                                                               | Johan Berisha                                                    |                                                                  |                                                                  | BSC Young Boys                                                   |                                                                  |                                                                  |                                                                  |                                                                  |
| 20                                                               | Rainer Bieli                                                     |                                                                  |                                                                  | FC St. Gallen                                                    |                                                                  |                                                                  |                                                                  |                                                                  |
| 21                                                               | André Muff                                                       |                                                                  |                                                                  | FC Luzern                                                        |                                                                  |                                                                  |                                                                  |                                                                  |
| Bondscoach: Bernard Challandes                                   |                                                                  |                                                                  |                                                                  |                                                                  |                                                                  |                                                                  |                                                                  |                                                                  |

| Selectie van Zwitserland U21 bij het Europees kampioenschap 2004 | Selectie van Zwitserland U21 bij het Europees kampioenschap 2004 | Selectie van Zwitserland U21 bij het Europees kampioenschap 2004 | Selectie van Zwitserland U21 bij het Europees kampioenschap 2004 | Selectie van Zwitserland U21 bij het Europees kampioenschap 2004 | Selectie van Zwitserland U21 bij het Europees kampioenschap 2004 | Selectie van Zwitserland U21 bij het Europees kampioenschap 2004 | Selectie van Zwitserland U21 bij het Europees kampioenschap 2004 | Selectie van Zwitserland U21 bij het Europees kampioenschap 2004 |
| №                                                                | Naam                                                             | Wed.                                                             | Dlpnt.                                                           | Club                                                             |                                                                  |                                                                  |                                                                  |                                                                  |
| ---------------------------------------------------------------- | ---------------------------------------------------------------- | ---------------------------------------------------------------- | ---------------------------------------------------------------- | ---------------------------------------------------------------- | ---------------------------------------------------------------- | ---------------------------------------------------------------- | ---------------------------------------------------------------- | ---------------------------------------------------------------- |
| Doel                                                             |                                                                  |                                                                  |                                                                  |                                                                  |                                                                  |                                                                  |                                                                  |                                                                  |
| 1                                                                | Marco Wölfli                                                     |                                                                  |                                                                  | BSC Young Boys                                                   |                                                                  |                                                                  |                                                                  |                                                                  |
| 12                                                               | Diego Benaglio                                                   |                                                                  |                                                                  | VfB Stuttgart                                                    |                                                                  |                                                                  |                                                                  |                                                                  |
| 22                                                               | Alain Portmann                                                   |                                                                  |                                                                  | Yverdon-Sport FC                                                 |                                                                  |                                                                  |                                                                  |                                                                  |
| Verdediging                                                      |                                                                  |                                                                  |                                                                  |                                                                  |                                                                  |                                                                  |                                                                  |                                                                  |
| 2                                                                | Philipp Degen                                                    |                                                                  |                                                                  | FC Basel                                                         |                                                                  |                                                                  |                                                                  |                                                                  |
| 3                                                                | Kim Jaggy                                                        |                                                                  |                                                                  | Grasshopper Club                                                 |                                                                  |                                                                  |                                                                  |                                                                  |
| 4                                                                | Philippe Senderos                                                |                                                                  |                                                                  | Arsenal                                                          |                                                                  |                                                                  |                                                                  |                                                                  |
| 5                                                                | Mario Eggimann                                                   |                                                                  |                                                                  | Karlsruher SC                                                    |                                                                  |                                                                  |                                                                  |                                                                  |
| 6                                                                | Alain Rochat                                                     |                                                                  |                                                                  | BSC Young Boys                                                   |                                                                  |                                                                  |                                                                  |                                                                  |
| 7                                                                | Stephan Lichtsteiner                                             |                                                                  |                                                                  | Grasshopper Club                                                 |                                                                  |                                                                  |                                                                  |                                                                  |
| 9                                                                | Rijat Shala                                                      |                                                                  |                                                                  | Grasshopper Club                                                 |                                                                  |                                                                  |                                                                  |                                                                  |
| 14                                                               | Alain Nef                                                        |                                                                  |                                                                  | FC Zürich                                                        |                                                                  |                                                                  |                                                                  |                                                                  |
| 15                                                               | Philippe Montandon                                               |                                                                  |                                                                  | FC Wil                                                           |                                                                  |                                                                  |                                                                  |                                                                  |
| Middenveld                                                       |                                                                  |                                                                  |                                                                  |                                                                  |                                                                  |                                                                  |                                                                  |                                                                  |
| 8                                                                | Tranquillo Barnetta                                              |                                                                  |                                                                  | FC St. Gallen                                                    |                                                                  |                                                                  |                                                                  |                                                                  |
| 10                                                               | Davide Chiumiento                                                |                                                                  |                                                                  | Juventus                                                         |                                                                  |                                                                  |                                                                  |                                                                  |
| 13                                                               | Pascal Cerrone                                                   |                                                                  |                                                                  | FC Thun                                                          |                                                                  |                                                                  |                                                                  |                                                                  |
| 16                                                               | Davide Callà                                                     |                                                                  |                                                                  | FC Wil                                                           |                                                                  |                                                                  |                                                                  |                                                                  |
| 18                                                               | Baykal Kulaksızoğlu                                              |                                                                  |                                                                  | FC Thun                                                          |                                                                  |                                                                  |                                                                  |                                                                  |
| 19                                                               | Patrick Baumann                                                  |                                                                  |                                                                  | FC Thun                                                          |                                                                  |                                                                  |                                                                  |                                                                  |
| 20                                                               | Fabrizio Zambrella                                               |                                                                  |                                                                  | Servette FC                                                      |                                                                  |                                                                  |                                                                  |                                                                  |
| 21                                                               | David Degen                                                      |                                                                  |                                                                  | FC Basel                                                         |                                                                  |                                                                  |                                                                  |                                                                  |
| Aanval                                                           |                                                                  |                                                                  |                                                                  |                                                                  |                                                                  |                                                                  |                                                                  |                                                                  |
| 11                                                               | Johan Vonlanthen                                                 |                                                                  |                                                                  | PSV Eindhoven                                                    |                                                                  |                                                                  |                                                                  |                                                                  |
| 17                                                               | Thierno Bah                                                      |                                                                  |                                                                  | Servette FC                                                      |                                                                  |                                                                  |                                                                  |                                                                  |
| Bondscoach: Bernard Challandes                                   |                                                                  |                                                                  |                                                                  |                                                                  |                                                                  |                                                                  |                                                                  |                                                                  |

| Selectie van Zwitserland U21 bij het Europees kampioenschap 2011 | Selectie van Zwitserland U21 bij het Europees kampioenschap 2011 | Selectie van Zwitserland U21 bij het Europees kampioenschap 2011 | Selectie van Zwitserland U21 bij het Europees kampioenschap 2011 | Selectie van Zwitserland U21 bij het Europees kampioenschap 2011 | Selectie van Zwitserland U21 bij het Europees kampioenschap 2011 | Selectie van Zwitserland U21 bij het Europees kampioenschap 2011 | Selectie van Zwitserland U21 bij het Europees kampioenschap 2011 | Selectie van Zwitserland U21 bij het Europees kampioenschap 2011 |
| №                                                                | Naam                                                             | Wed.                                                             | Dlpnt.                                                           | Club                                                             |                                                                  |                                                                  |                                                                  |                                                                  |
| ---------------------------------------------------------------- | ---------------------------------------------------------------- | ---------------------------------------------------------------- | ---------------------------------------------------------------- | ---------------------------------------------------------------- | ---------------------------------------------------------------- | ---------------------------------------------------------------- | ---------------------------------------------------------------- | ---------------------------------------------------------------- |
| Doel                                                             |                                                                  |                                                                  |                                                                  |                                                                  |                                                                  |                                                                  |                                                                  |                                                                  |
| 1                                                                | Yann Sommer                                                      |                                                                  |                                                                  | FC Basel                                                         |                                                                  |                                                                  |                                                                  |                                                                  |
| 12                                                               | Kevin Fickentscher                                               |                                                                  |                                                                  | FC Sion                                                          |                                                                  |                                                                  |                                                                  |                                                                  |
| 21                                                               | Benjamin Siegrist                                                |                                                                  |                                                                  | Aston Villa                                                      |                                                                  |                                                                  |                                                                  |                                                                  |
| Verdediging                                                      |                                                                  |                                                                  |                                                                  |                                                                  |                                                                  |                                                                  |                                                                  |                                                                  |
| 2                                                                | Philippe Koch                                                    |                                                                  |                                                                  | FC Zürich                                                        |                                                                  |                                                                  |                                                                  |                                                                  |
| 3                                                                | Fabio Daprelá                                                    |                                                                  |                                                                  | Brescia                                                          |                                                                  |                                                                  |                                                                  |                                                                  |
| 5                                                                | Jonathan Rossini                                                 |                                                                  |                                                                  | Sassuolo                                                         |                                                                  |                                                                  |                                                                  |                                                                  |
| 15                                                               | Timm Klose                                                       |                                                                  |                                                                  | FC Thun                                                          |                                                                  |                                                                  |                                                                  |                                                                  |
| 16                                                               | François Affolter                                                |                                                                  |                                                                  | BSC Young Boys                                                   |                                                                  |                                                                  |                                                                  |                                                                  |
| 20                                                               | Daniel Pavlovic                                                  |                                                                  |                                                                  | Grasshopper Club                                                 |                                                                  |                                                                  |                                                                  |                                                                  |
| 23                                                               | Gaetano Berardi                                                  |                                                                  |                                                                  | Brescia                                                          |                                                                  |                                                                  |                                                                  |                                                                  |
| Middenveld                                                       |                                                                  |                                                                  |                                                                  |                                                                  |                                                                  |                                                                  |                                                                  |                                                                  |
| 4                                                                | Pajtim Kasami                                                    |                                                                  |                                                                  | US Palermo                                                       |                                                                  |                                                                  |                                                                  |                                                                  |
| 6                                                                | Fabian Lustenberger                                              |                                                                  |                                                                  | Hertha BSC                                                       |                                                                  |                                                                  |                                                                  |                                                                  |
| 8                                                                | Moreno Costanzo                                                  |                                                                  |                                                                  | BSC Young Boys                                                   |                                                                  |                                                                  |                                                                  |                                                                  |
| 9                                                                | Fabian Frei                                                      |                                                                  |                                                                  | FC St. Gallen                                                    |                                                                  |                                                                  |                                                                  |                                                                  |
| 10                                                               | Xherdan Shaqiri                                                  |                                                                  |                                                                  | FC Basel                                                         |                                                                  |                                                                  |                                                                  |                                                                  |
| 11                                                               | Admir Mehmedi                                                    |                                                                  |                                                                  | FC Zürich                                                        |                                                                  |                                                                  |                                                                  |                                                                  |
| 14                                                               | Granit Xhaka                                                     |                                                                  |                                                                  | FC Basel                                                         |                                                                  |                                                                  |                                                                  |                                                                  |
| 17                                                               | Frank Feltscher                                                  |                                                                  |                                                                  | AC Bellinzona                                                    |                                                                  |                                                                  |                                                                  |                                                                  |
| 18                                                               | Amir Abrashi                                                     |                                                                  |                                                                  | Grasshopper Club                                                 |                                                                  |                                                                  |                                                                  |                                                                  |
| 19                                                               | Mario Gavranović                                                 |                                                                  |                                                                  | FC Schalke 04                                                    |                                                                  |                                                                  |                                                                  |                                                                  |
| 22                                                               | Xavier Hochstrasser                                              |                                                                  |                                                                  | Padova                                                           |                                                                  |                                                                  |                                                                  |                                                                  |
| Aanval                                                           |                                                                  |                                                                  |                                                                  |                                                                  |                                                                  |                                                                  |                                                                  |                                                                  |
| 7                                                                | Innocent Emeghara                                                |                                                                  |                                                                  | Grasshopper Club                                                 |                                                                  |                                                                  |                                                                  |                                                                  |
| 13                                                               | Nassim Ben Khalifa                                               |                                                                  |                                                                  | 1. FC Nürnberg                                                   |                                                                  |                                                                  |                                                                  |                                                                  |
| Bondscoach: Pierluigi Tami                                       |                                                                  |                                                                  |                                                                  |                                                                  |                                                                  |                                                                  |                                                                  |                                                                  |

 Albanië ·  Andorra ·  Armenië ·  Azerbeidzjan ·  België ·  Bosnië en Herzegovina ·  Bulgarije ·  Cyprus ·  Denemarken ·  Duitsland ·  Engeland ·  Estland ·  Faeröer ·  Finland ·  Frankrijk ·  Georgië ·  Gibraltar ·  Griekenland ·  Hongarije ·  Ierland ·  IJsland ·  Israël ·  Italië ·  Kazachstan ·  Kosovo ·  Kroatië ·  Letland ·  Liechtenstein ·  Litouwen ·  Luxemburg ·  Malta ·  Moldavië ·  Montenegro ·  Nederland ·  Noord-Ierland ·  Noord-Macedonië ·  Noorwegen ·  Oekraïne ·  Oostenrijk ·  Polen ·  Portugal ·  Roemenië ·  Rusland ·  San Marino ·  Schotland ·  Servië ·  Slovenië ·  Slowakije ·  Spanje ·  Tsjechië ·  Turkije ·  Wales ·  Wit-Rusland ·  Zweden ·  Zwitserland
 Joegoslavië ·  DDR ·  Servië en Montenegro ·  Sovjet-Unie ·  Tsjecho-Slowakije
SFV · A-internationals · Selecties · Bondscoaches · Zwitsers vrouwenelftal · Olympisch elftal · Zwitserland U21 · Zwitserland U19 · Zwitserland U18 · Zwitserland U17 · Zwitserland U16 · Vrouwen U17
1905 – 1919 · 
1920 – 1929 · 
1930 – 1939 · 
1940 – 1949 · 
1950 – 1959 · 
1960 – 1969 · 
1970 – 1979 · 
1980 – 1989 · 
1990 – 1999 · 
2000 – 2009 · 
2010 – 2019 · 
2020 – 2029
EK's: 1996 · 
2004 · 
2008 · 
2016 · 
2020 · 
2024
WK's: 1934 · 
1938 · 
1950 · 
1954 · 
1962 · 
1966 · 
1994 · 
2006 · 
2010 · 
2014 · 
2018 · 
2022
OS: 1924 · 
1928 · 
2012
1905 · 
1906 · 1907 · 
1908 · 
1909 · 
1910 · 
1911 · 
1912 · 
1913 · 
1914 · 
1915 · 
1916 · 
1917 · 
1918 · 
1919 · 
1920 · 
1921 · 
1922 · 
1923 · 
1924 · 
1925 · 
1926 · 
1927 · 
1928 · 
1929 · 
1930 · 
1931 · 
1932 · 
1933 · 
1934 · 
1935 · 
1936 · 
1937 · 
1938 · 
1939 · 
1940 · 
1941 · 
1942 · 
1943 · 
1944 · 
1945 · 
1946 · 
1947 · 
1948 · 
1949 · 
1950 · 
1952 ·
1952 · 
1953 · 
1954 · 
1955 · 
1956 · 
1957 · 
1958 · 
1959 · 
1960 · 
1961 · 
1962 · 
1963 · 
1964 · 
1965 · 
1966 · 
1967 · 
1968 · 
1969 · 
1970 · 
1971 · 
1972 · 
1973 · 
1974 · 
1975 · 
1976 · 
1977 ·
1978 · 
1979 · 
1980 · 
1981 · 
1982 · 
1983 · 
1984 · 
1985 · 
1986 · 
1987 · 
1988 · 
1989 · 
1990 ·
1991 · 
1992 · 
1993 · 
1994 ·
1995 · 
1996 · 
1997 · 
1998 · 
1999 · 
2000 · 
2001 · 
2002 · 
2003 · 
2004 · 
2005 · 
2006 · 
2007 · 
2008 · 
2009 · 
2010 · 
2011 · 
2012 · 
2013 ·
2014 ·
2015 ·
2016 ·
2017 ·
2018 ·
2019 ·
2020 ·
2021 ·
2022
Albanië ·
Algerije · 
Andorra · 
Argentinië ·
Australië ·
Azerbeidzjan ·
België ·
Bolivia ·
Bosnië en Herzegovina ·
Brazilië ·
Bulgarije ·
Canada ·
Chili ·
China ·
Colombia ·
Costa Rica ·
Cyprus ·
Denemarken ·
DDR ·
Duitsland ·
Ecuador ·
Egypte ·
Engeland · 
Estland ·
Faeröer ·
Finland ·
Frankrijk ·
Georgië ·
Ghana ·
Gibraltar ·
Griekenland ·
Honduras ·
Hongarije ·
Hongkong ·
Ierland ·
IJsland ·
Israël ·
Italië ·
Ivoorkust ·
Jamaica ·
Japan ·
Joegoslavië ·
Kameroen ·
Kenia ·
Kosovo ·
Kroatië ·
Letland ·
Liechtenstein ·
Litouwen ·
Luxemburg ·
Malta ·
Marokko ·
Mexico ·
Moldavië ·
Montenegro ·
Nederland ·
Nigeria ·
Noord-Ierland ·
Noorwegen ·
Oekraïne ·
Oman ·
Oostenrijk ·
Panama ·
Peru ·
Polen ·
Portugal ·
Qatar ·
Roemenië ·
Rusland ·
Saarland ·
San Marino ·
Schotland ·
Servië ·
Slovenië ·
Slowakije ·
Sovjet-Unie · 
Spanje ·
Togo ·
Tsjechië ·
Tsjecho-Slowakije ·
Tunesië ·
Turkije ·
Uruguay ·
Venezuela ·
VA Emiraten ·
Verenigde Staten ·
Wales ·
Wit-Rusland ·
Zimbabwe ·
Zuid-Korea ·
Zweden
Albanië (2016) ·
Argentinië (2014) ·
Brazilië (2018) ·
Chili (2010) ·
Costa Rica (2018) ·
Ecuador (2014) ·
Frankrijk (2006) ·
Frankrijk (2014) ·
Frankrijk (2016) ·
Frankrijk (2021) ·
Honduras (2010) · 
Honduras (2014) · 
Italië (2021) · 
Oekraïne (2006) ·
Portugal (2008)  · 
Portugal (2022) · 
Roemenië (2016) · 
Servië (2018) ·
Spanje (2010) ·
Spanje (2021) ·
Togo (2006) ·
Tsjechië (2008) ·
Turkije (2008) ·
Turkije (2021) ·
Wales (2021) ·
Zuid-Korea (2006) ·
Zweden (2018)